# Aaliyah Brown

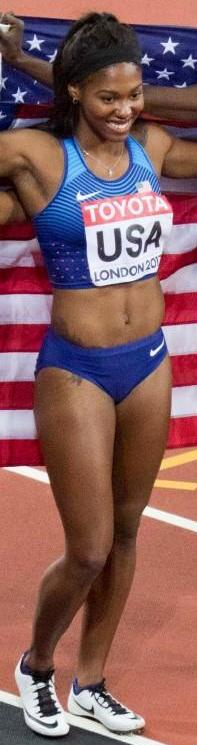
Aaliyah Brown (2017)

Aaliyah Brown (* 6. Januar 1995) ist eine US-amerikanische Leichtathletin, die sich auf den Sprint spezialisiert hat.

## Leben
Der internationale Leichtathletikverband World Athletics führt ab 2007 Resultate von Brown. Bis 2013 besuchte sie die Lincoln-Way East High School in Frankfort, Illinois, für deren Leichtathletikteam sie neun Mal bei State Championships triumphierte. Danach studierte sie an der Texas A&M University, wo sie 2017 einen Kinesiologie-Abschluss erlangte. Für die Texas A&M Aggies, dem Leichtathletikteam der Universität, erreichte sie 2017 als Vierte über 200 Meter ihre beste Einzelplatzierung bei NCAA-Division-I-Meisterschaften. Ihren ersten größeren internationalen Wettkampf bestritt Brown bei den Leichtathletik-Weltmeisterschaften 2017 in London mit der 4-mal-100-Meter-Staffel der Frauen. Sie gewann zusammen mit Allyson Felix, Morolake Akinosun und Tori Bowie in 41,82 Sekunden die Goldmedaille.

## Persönliche Bestleistungen
- 100 Meter: 11,01 s (+1,6 m/s), 22. Juni 2017 in Sacramento
- 200 Meter: 22,76 s (+1,9 m/s), 13. Juni 2015 in Eugene
- 400 Meter: 55,16 s, 4. Juli 2010 in Lisle
- 4 × 100 Meter: 41,82 s, 12. August 2017 in London
- 4 × 200 Meter: 1:30,61 min, 25. April 2014 in Philadelphia
- 4 × 400 Meter: 3:31,27 min, 29. März 2014 in Austin